# Museo de las Mujeres de Australia
El Museo de la Mujeres de Australia (en inglés Women's Museum of Australia) se encuentra en la ciudad de Alice Springs, Territorio del Norte, Australia. Tiene como objetivo reconocer el lugar que la mujer ocupa en la historia, y particularmente el papel de la mujer en el nacimiento, desarrollo, crecimiento y progreso de Australia. Reconoce "cualquier mujer que sea pionera en su campo desde el asentamiento hasta la actualidad".
El museo tiene dos patrocinadoras: Quentin Bryce, ex Gobernadora General de Australia, y Gaby Kennard, la primera mujer australiana en volar en solitario alrededor del mundo.

## Historia
El Museo de las Mujeres de Australia fue fundado en 1993 por Molly Clark de Old Andado Station. Se inauguró en septiembre de 1994, estableciendo su sede  en el edificio Old Courthouse de la ciudad, en un principio se alquiló por un período de cinco años, resultando un edificio pequeño para el cometido del museo. En 2001, las instalaciones del Old Courthouse dejaron de se la sede del museo, trasladándose esta a la antigua cárcel de la ciudad, por tener esta nueva ubicación un tamaño más acorde con las necesidades del Museo. En el año 2007 la ministra de Política de la Mujer, Marion Scrymgour, (quien fuera la primera mujer indígena elegida para el Parlamento del Territorio del Norte) inauguró oficialmente la sede del Museo de las Mujeres de Australia en su nueva ubicación.

## Exposición
El Museo  de las Mujeres de Australia mantiene una exposición permanente, estructurada en: 
- Mujeres ordinarias
- Vidas extraordinarias: las mujeres primero en su campo,
- The Signature Quilt (La colcha firmada).
- Mujeres en Australia central
- What's Work Worth y el tapiz Aviatrix[5]